# My Blood (Artillery)
My Blood è un album del gruppo musicale thrash metal danese Artillery, pubblicato nel 2011.

## Tracce
1. Trasher – 3:38
2. End of Eternity – 5:44
3. Ain't Giving In – 4:56
4. Mi sangre (The Blood Song) – 7:34
5. Prelude to Madness – 1:07
6. Warrior Blood – 5:11
7. Dark Days – 5:13
8. Monster – 4:57
9. Death Is an Illusion – 5:17
10. Show Your Hate – 5:04